# Велики печат Сједињених Америчких Држава
Велики печат Сједињених Америчких Држава (енгл. Great Seal of the United States), званични је хералдички симбол северноамеричке државе Сједињене Америчке Државе. Овај грб (печат) у употреби је од 1782. године.

## Опис грба
Печат (грб) се састоји од предње и задње стране. Предња страна је грб САД у класичном смислу и користи се на пасошима, разним документима те војним и државним обележјима.
На задњој страни новчанице од једног америчког долара појављују се предња и задња страна печата, док се код већих деноминација појављује само предња страна, и то на предњој страни новчанице.

## Предња страна
На предњој страни печата се налази белоглави орао раширених крила, који у кљуну држи белу траку с геслом САД, E pluribus unum („Из многих, једно“). Орао у канџама држи сноп од 13 стрела и маслинову гранчицу, симбол мира.
Изнад орла се налази тринаест звездица, постављених у облику веће звезде, у формацији 1-4-3-4-1. На прсима орла је штит који представља заставу САД.

## Задња страна
Одлука из 1782. године описује задњу страну грба као недовршену пирамиду, на врху које је свевидеће око у троуглу. У подножју пирамиде је, римским бројем написана 1776, година независности.
На врху печата је натпис Annuit Cœptis („Он одобрава наш подухват“), а у подножју је натпис Novus ordo seclorum („Нови поредак у векове“).

## Симболика броја тринаест
Број тринаест, који се на грбу појављује у више случајева, представља тринаест првобитних америчких савезних држава.
На предњој страни:
- тринаест звездица изнад орла
- тринаест црвених и белих пруга на штиту
- тринаест стрела у канџи орла
- тринаест слова у геслу E pluribus unum
- тринаест листова и тринаест маслина на маслиновој гранчици

На задњој страни:
- тринаест редова цигала у пирамиди
- тринаест страна траке с натписом Novus ordo seclorum
- тринаест слова у геслу Annuit Cœptis